# Uffe Kristensen
Uffe Magnus Kristensen (født 20. januar 1956) er en dansk skuespiller.
Uffe Kristensen er uddannet på Skuespillerskolen ved Odense Teater i 1981 og har arbejdet på en lang række danske teatre, herunder Jomfru Ane Teatret, Svalegangen, Team Teatret, Vendsyssel Teater og Randers Egnsteater.
Uffe Kristensen har bl.a. medvirket i forestillingerne Hr. Peder og Roselil, Den døde abe, Gøgereden, Dem ved siden af, Der står 3 mand ved et billardbord, Viceværten, Jeppe på bjerget, Fødselsdagsselskabet, Napoleonskrigen og Glengarry Glen Ross.
På tv har han medvirket i bl.a. Rejseholdet, Ryg og rejs, Den grimmeste mand i byen og Frank Molinos forunderlige fortællinger. Han har også medvirket i filmene Under overfladen og Polle Fiction.